# Medialaan
Medialaan est une entreprise de médias belge. Elle est la société mère de la première chaîne de télévision privée flamande, VTM.
Jusqu'en février 2014, DPG s'appelait Vlaamse Media Maatschappij (abrégé en VMMa) et se nomme jusqu'à son absorption par DPG Media en mai 2019 Medialaan qui venait du nom de la rue Medialaan (« avenue des Médias ») à Vilvorde où se trouve son siège social.
En juin 2021, DPG MEDIA revend les activités MVNO de ses filiales Mobile Viking et Jim Mobile à Proximus pour un montant d'environ 130 millions d'euros.

## Services

### Radio
- Q-music : depuis 2001
- Joe (anciennement 4FM et Joe FM) : depuis le 2 mai 2007

### Télévision
- VTM : depuis 1989, première chaîne privée du groupe
- VTM2 : depuis 1995
- VTM3 : depuis 2000
- VTM Non Stop 90's : depuis 2009
- Q-music TV : depuis 2012
- VTM4 : depuis 2016 (en remplacement de Acht et de CAZ)
- VTM Gold : depuis le 2 mars 2020 (en remplacement de VTM Kids Jr)

Disparues
- Vitaliteit : de 2007 à 2012
- Jim : de 2001 à 2015
- Anne : de 2009 à 2016
- VTM Kids Jr. : de 2015 à 2020
- VTM Kids : de 2009 à 2023
- CAZ 2 : de 2020 à 2021
- VTM Non Stop Dokters : de 2023 à 2024

### Téléphonie
- JIM Mobile
- Mobile Viking[3]